# David Manga
David Manga   (París, 3 de febrer de 1989) és un exfutbolista centreafricà de la dècada de 2010.
Fou internacional amb la selecció de futbol de la República Centreafricana. Pel que fa a clubs, destacà a Partizan i Ironi Kiryat Shmona.